# Światowy Kongres Baptystyczny
Światowy Kongres Baptystyczny – cykliczne spotkania baptystów z całego świata organizowane co 5 lat w różnych miejscach. W Kongresie uczestniczą głównie przedstawiciele kościołów i zborów należących do Światowego Związku Baptystycznego oraz zaproszeni goście.
Pierwszy Światowy Kongres Baptystyczny odbył się w 1905 roku w Londynie. W dniach 27 – 31 lipca 2005 roku odbył się w Birmingham (Wielka Brytania) jubileuszowy Kongres pod hasłem Jezus Chrystus wodą żywą przygotowany przez Baptystyczną Unię Wielkiej Brytanii.

## Program
Programy Światowych Kongresów Baptystycznych zawierają głównie:
- seminaria biblijne prowadzone przez znane osobistości
- koncerty muzyczne
- wspólne modlitwy
- świadectwa i prezentację sytuacji kościołów baptystycznych w różnych częściach świata

## Lista Kongresów
| Lp. | Rok  | Miejscowość    | Państwo           |
| --- | ---- | -------------- | ----------------- |
| 1.  | 1905 | Londyn         | Wielka Brytania   |
| 2.  | 1911 | Filadelfia     | Stany Zjednoczone |
| 3.  | 1923 | Sztokholm      | Szwecja           |
| 4.  | 1928 | Toronto        | Kanada            |
| 5.  | 1934 | Berlin         | Niemcy            |
| 6.  | 1939 | Atlanta        | Stany Zjednoczone |
| 7.  | 1947 | Kopenhaga      | Dania             |
| 8.  | 1950 | Cleveland      | Stany Zjednoczone |
| 9.  | 1955 | Londyn         | Wielka Brytania   |
| 10. | 1960 | Rio de Janeiro | Brazylia          |
| 11. | 1965 | Miami Beach    | Stany Zjednoczone |
| 12. | 1970 | Tokio          | Japonia           |
| 13. | 1975 | Sztokholm      | Szwecja           |
| 14. | 1980 | Toronto        | Kanada            |
| 15. | 1985 | Los Angeles    | Stany Zjednoczone |
| 16. | 1990 | Seul           | Korea Południowa  |
| 17. | 1995 | Buenos Aires   | Argentyna         |
| 18. | 2000 | Melbourne      | Australia         |
| 19. | 2005 | Birmingham     | Wielka Brytania   |